# جيفرسون د. هيوز الثالث
جيفرسون د. هيوز الثالث (بالإنجليزية: Jefferson D. Hughes, III)‏ هو قاضي ومحامي أمريكي، ولد في يناير 1952 في لويزيانا في الولايات المتحدة.